# Plana Mengarda
La Plana Mengarda és una plana de muntanya del terme municipal de Tremp, dins de l'antic terme ribagorçà d'Espluga de Serra, al Pallars Jussà.
Està situada a la riba esquerra del barranc de Miralles, al vessant septentrional de la serreta on es troba el poble de Torogó, al nord-est del qual es troba. També és al sud-oest de Casa Miquelet.